# HMS Valiant (02)
La HMS Valiant è stata una nave da battaglia della classe Queen Elizabeth della Royal Navy britannica; fu impostata nei cantieri di Fairfield, Govan, il 31 gennaio 1913 e venne varata il 4 novembre 1914. Venne completata nel febbraio 1916.

## Storia

### Prima guerra mondiale
Durante la prima guerra mondiale la Valiant fece parte del 5th Battle Squadron dell'ammiraglio Hugh Evan-Thomas della Grand Fleet. La corazzata prese parte alla battaglia dello Jutland del 31 maggio 1916, rimanendo illesa; nell'agosto di quell'anno entrò in collisione con la nave gemella, la Warspite, e dovette essere sottoposta a riparazioni fino a settembre.

### Periodo interguerra
Tra il 1929 e il 1930 la Valiant venne sottoposta a lavori di aggiornamento. Furono aggiunte paratie antisiluro aumentando la larghezza a 31,7 m. I due fumaioli vennero raggruppati in uno e fu aggiunta un'installazione ottupla di pezzi da 2 pdr. Due tubi lanciasiluri furono rimossi e rimpiazzati da una singola catapulta per il lancio di aerei. Queste modifiche aumentarono il dislocamento massimo fino a 35.970 tons.
Nel 1931 il suo equipaggio partecipò all'ammutinamento di Invergordon.
Nel 1936 alla Valiant fu aggiunta una seconda installazione ottupla da 2pdr. Tra il marzo 1937 e il novembre 1939 la nave venne nuovamente aggiornata a Devonport. I macchinari furono cambiati a otto caldaie Admiralty a tre tamburi con quattro turbine a vapore Parsons, incrementando la potenza a 80.000 CV. La riserva di carburante aumentata a 3393 tons di petrolio e, nonostante l'aumento di potenza, la velocità venne ridotta 23,5 nodi a causa dell'aumento di dislocamento e pescaggio. L'armamento secondario venne cambiato in 20 cannoni da 4.5"/45 (114 mm) QF Marks III su affusti binati, 32 cannoni da 2-pdr (40 m/39) Mark VIII su affusti ottupli e 26 cannoni 20 mm/70 (0.79") Mark II. Queste modifiche aumentarono il pescaggio a 10 m e il dislocamento massimo a 36.513 tons.

### Seconda guerra mondiale
La corazzata Valiant fu una delle tre navi da battaglia britanniche che parteciparono alla distruzione della flotta francese a Mers-el-Kébir, prese parte alla battaglia di capo Matapan e fu coinvolta in azioni della Battaglia di Creta, dove venne colpita da due bombe che non causarono gravi danni.
Nel dicembre 1941, insieme alla nave gemella Queen Elizabeth, la Valiant venne minata e affondata da Luigi Durand de la Penne durante un'azione degli incursori subacquei italiani della X Mas nel porto di Alessandria d'Egitto. Poco dopo essere riemerso, Durand de la Penne venne catturato insieme al suo compagno Emilio Bianchi (svenuto per un'avaria all'ARO). Interrogati dagli inglesi, gli incursori italiani si rifiutarono di parlare, ma a 30 minuti dall'ora prevista dell'esplosione, Durand de la Penne fece chiamare il comandante della Valiant, Charles Morgan, e lo avvertì dell'imminente esplosione, permettendo all'equipaggio inglese di salvarsi.
Grazie ai bassi fondali la Valiant affondò solo di qualche metro prima di adagiarsi sul fondo del porto e i suoi ponti superiori rimasero emersi. Sebbene immobilizzata, la corazzata poté dare l'impressione di essere in piena efficienza. Venne recuperata, riparata in Sudafrica e quindi inviata nuovamente nel Mar Mediterraneo per appoggiare gli sbarchi in Sicilia e a Salerno nel 1943.
Nel 1944 la Valiant fu inviata in Estremo Oriente come parte della Eastern Fleet, giungendo a Colombo il 30 gennaio insieme alla Queen Elizabeth e all'incrociatore da battaglia Renown. Partecipò quindi ai raid contro le basi Giapponesi in Indonesia. L'8 agosto 1944, mentre si trovava in un bacino galleggiante a Trincomalee, Ceylon, la Valiant  rimase gravemente danneggiata quando questo affondò: le riparazioni furono ritenute inutili e la nave da battaglia fu rimandata nel Regno Unito, dove venne radiata nel luglio 1945.

### Dopoguerra
La Valiant servì come nave addestramento a Devonport per il resto della sua carriera. Venne venduta per essere demolita nel marzo 1948.